# Куниберт
Кунибе́рт (фр. Cunibert, Kunibert, Honobert) (около 600, Мозель—12 ноября 663, Кёльн) — десятый епископ Кёльна. Святой Римско-католической церкви. День памяти — 12 ноября.

## Биография
Святой Куниберт происходил из рипуарской знатной семьи, члены которой были приближёнными короля Австразии Теодеберта II. Проведя детство в Меце, Куниберт позднее стал архидиаконом Кёльна и, вероятно, в 623 или в 627 году был избран епископом этого города. По преданию, вскоре после избрания, во время одной из служб в кёльнской церкви святой Урсулы, голубь показал ему могилу этой святой.
Он был советником короля Австразии Дагоберта I, а затем вместе с Адальгизелем — сорегентом юного короля Сигиберта III. После кончины преемника Адальгизеля Пипина Ланденского, святой Куниберт был главным представителем короля в народном собрании. В таком качестве он пересмотрел местный свод законов, Рипуарскую правду.
Деятельность епископа Куниберта способствовала расцвету его епархии: при нём был основан монастырь, он помогали бедным и больным, при его содействии осуществлялась миссионерская деятельность в Фризии и Саксонии.
При святом Куниберте был воздвигнут храм Святого Климента, на месте которого в XIII веке был построен храм Святого Куниберта, где в настоящее время находятся его мощи.